# Сенат Сједињених Америчких Држава
Сенат Сједињених Америчких Држава (енгл. United States Senate) горњи је дом америчког Конгреса, који заједно са Представничким домом Сједињених Америчких Држава — доњим домом — чини законодавно тело Сједињених Америчких Држава. 
Састав и овлаштења Сената утврђена су првим чланом Устава Сједињених Америчких Држава. Сенат сачињавају сенатори, од којих сваки представља једну савезну државу у целини, при чему сваку државу подједнако представљају два сенатора, без обзира на њено становништво и чији мандат траје шест година. Са 50 савезних држава, Сенат чини 100 сенатора. 
Од 1789. до 1913. године, сенатора је бирало законодавно тело савезне државе коју је представљао. Након ратификације седамнаестог амандмана 1913. године, сенатори се бирају већинском одлуком народа, по трећина на по две године. Мандат сенатора траје шест година. Комора Сената налази се у северном крилу Капитола, у Вашингтону. 
Као горњи дом, Сенат има неколико овлашћења која су јединствена за њега; то укључује ратификацију међународних уговора и конфирмацију Кабинета Сједињених Америчких Држава, Врховног суда, судија, амбасадора, итд. Сенат се сматра делиберативнијим и престижнијим телом од Представничког дома.
Потпредседник Сједињених Америчких Држава по своме положају је председник Сената, али Сенат бира из реда својих чланова председника pro tempore.